# Parafia św. Marcina w Zielonej
Parafia pw. Świętego Marcina w Zielonej – parafia rzymskokatolicka należąca do dekanatu żuromińskiego, diecezji płockiej, metropolii warszawskiej. 

## Miejsca święte

### Kościół parafialny
Kościół pw. św. Marcina w Zielonej